# Cheval en Biélorussie
Le cheval en Biélorussie (russe : лошадь / loshad) est représenté par deux races locales, le Polesskaya et le trait biélorusse, ainsi que par des races d'origine étrangère, principalement russes. La traction hippomobile est toujours d'usage en Biélorussie, les chevaux sont aussi élevés pour leur lait et leur viande.
L'élevage du cheval de course et du cheval de sport est en développement. 
Le cheval blanc apparaît dans la mythologie slave de l'Est, ainsi que dans les traditions populaires biélorusses.

## Histoire
L'élevage biélorusse est historiquement tourné vers le cheval de trait, aucune race de chevaux de selle n'ayant été développée ; cela a poussé les acheteurs de chevaux de selle à se tourner vers des races allemandes comme le Trakehner et le Hanovrien.
En 1961, Chris J. Mortensen indique sur la base des données de la FAO la présence d'un cheptel de 1 000 têtes.
En 2003, la population chevaline nationale est estimée à environ 200 000 têtes. Elle a baissé depuis lors, le nombre de chevaux en Biélorussie ayant continuellement diminué pour de nombreuses raisons. Une analyse menée en 2006 montre qu'une faible valeur économique est accordée aux chevaux biélorusses. Le nombre de reproducteurs de race pure a continuellement baissé dans les fermes collectives.
Le programme de développement rural 2005-2010 en Biélorussie accorde une attention particulière à l'élevage de chevaux, en tant que secteur d'économie d'énergie et d'exportation : dans certaines coopératives agricoles, 12 à 15 % des travaux légers dans les champs sont effectués par des chevaux. Une revalorisation de l'élevage du cheval de sport et du cheval de course sur celui du cheval de trait est également observée.

## Pratiques et usages

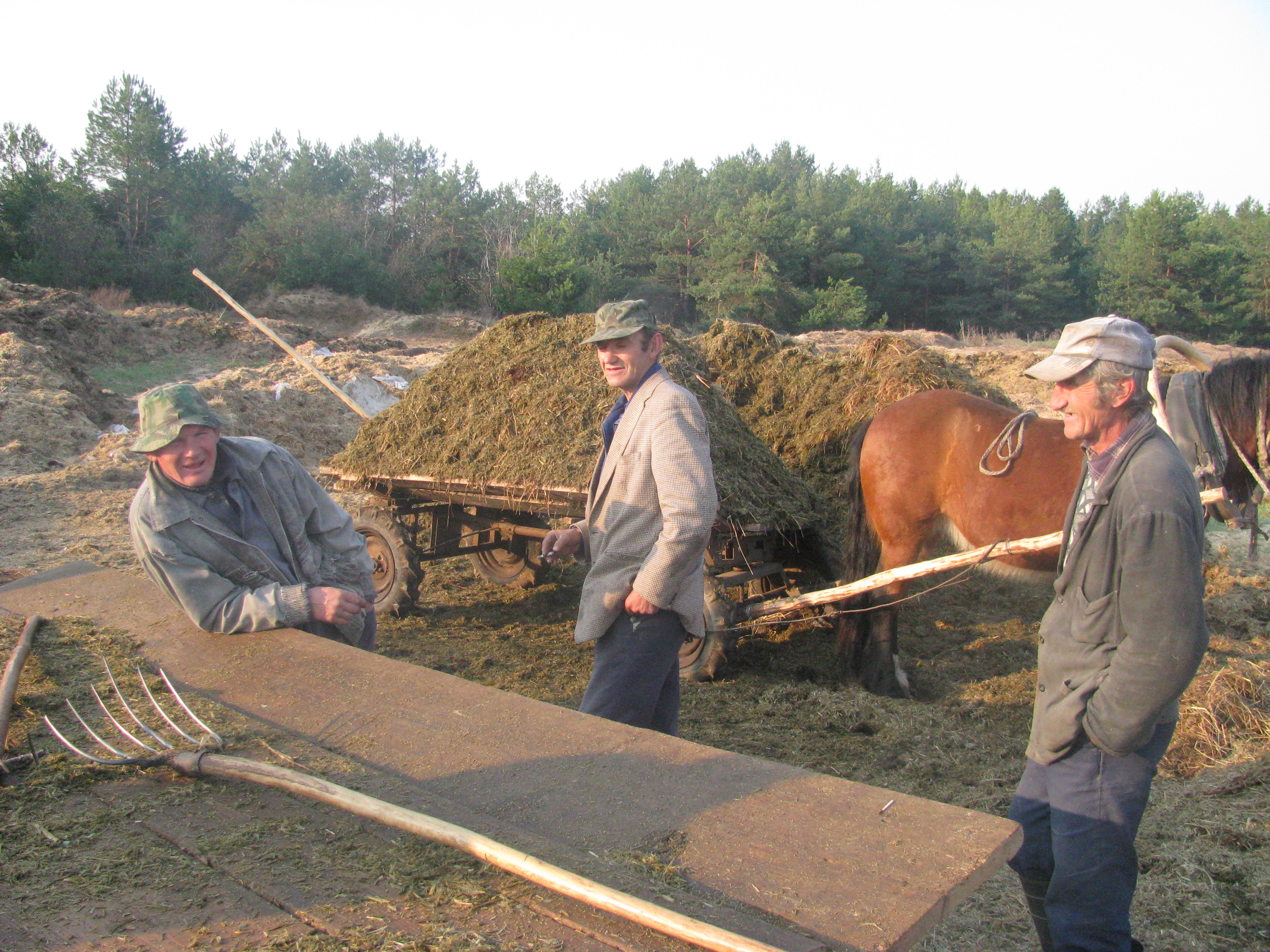
Travail agricole au cheval de trait.

Le cheval de trait reste utilisé au travail, notamment agricole. Il est aussi fréquent de croiser des habitants de Biélorussie se rendant au marché avec leur charrette attelée. Les routes biélorusses voient passer une grande diversité de véhicules, dont des hippomobiles. Les chevaux locaux sont également montés. 
Le Trait biélorusse est élevé pour la traction lourde, mais aussi pour sa viande et le lait des juments. Le Polesskaya est lui aussi destiné à la traction. Le lait collecté sert à créer la boisson koumis.
Enfin, il existe une offre de tourisme équestre monté, permettant par exemple de visiter les parcs naturels. Les soins accordés aux chevaux dans les fermes collectives sont souvent négligents (en 2006).

## Élevage

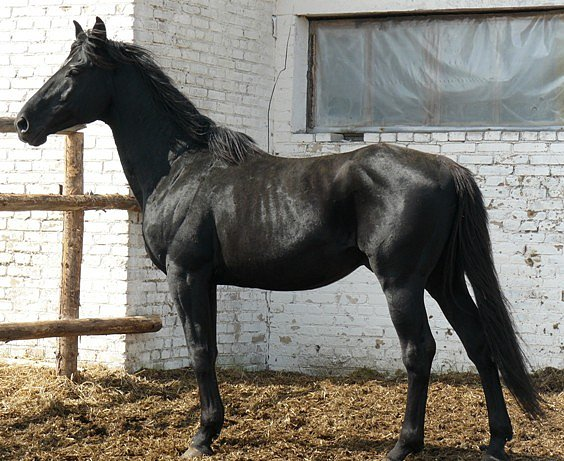
Cheval de selle en Biélorussie.

En 2014, Chris J. Mortensen indique la présence d'un cheptel de 73 200 têtes, tandis qu'en 2017, dans l'ouvrage Equine Science, la population chevaline biélorusse est estimée à 156 967 têtes, ce qui représenterait 0,27 % de la population chevaline mondiale. Les avantages et désavantages de l'élevage des chevaux pour le transport par comparaison au transport motorisé, l'élevage pour la viande  pour le sport et les loisirs ont fait l'objet d'analyses en 2004. L'élevage équin de Biélorussie est autosuffisant.

### Races élevées

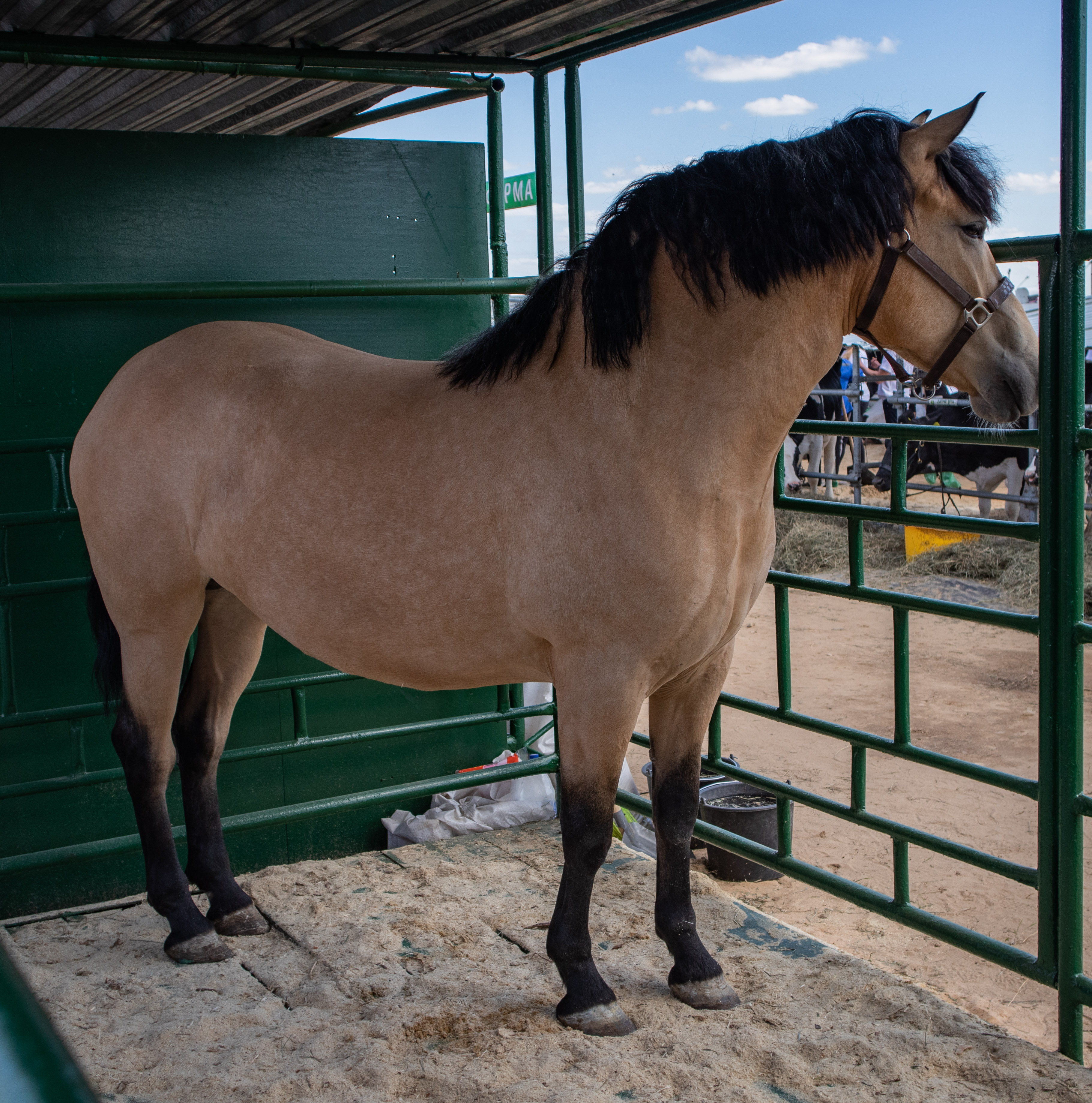
Jument trait biélorusse lors d'une exposition à Minsk en 2021.

La base de données DAD-IS recense sept races de chevaux élevées sur place, dont deux natives, le trait biélorusse et le Polesskaya, et cinq d'origine étrangère : le Letton, le trait lituanien, le Trotteur russe, le Tori et le Trakehner. Le Hanovrien est également présent. 
La répartition de ces races en 2006 indique que la grande majorité du cheptel national, soit 79 %, est composé de Trait biélorusse,. Le reste se répartit entre le Trait russe (15 %) et le Trotteur russe, tandis que les autres races sont présentes à très faibles effectifs. Notamment, le Polesskaya est une race rare, qui ne dispose d'aucune reconnaissance ni de comptage officiels. Une première analyse menée dans les régions de Brest et de Homiel en 2011 a permis de trouver 10 étalons et 96 juments correspondant au type du Polesskaya. 
L'élevage du trait russe est propre à un centre d'élevage spécialisé avec 100 juments reproductrices et à 4 petites fermes d'élevage de chevaux avec un cheptel de 10 à 55 juments chacune. Le trait soviétique est également présent.
Le Hanovrien et le Trakehner font l'objet d'évaluations pour développer des chevaux de sport en Biélorussie. Une spécialisation sportive claire est déterminée parmi la progéniture d'un certain nombre d'animaux producteurs dans le cadre du programme d'État de recherche scientifique « Qualité et efficacité de la production agro-industrielle pour 2016-2020 ».

### Maladies et parasitisme
Par rapport à la moyenne des années 1990, une baisse constante du niveau des maladies infectieuses des chevaux au cours des années est observée. Les règles vétérinaires et sanitaires de l'importation de chevaux et de fourrage en Biélorussie comportent un certain nombre d'exigences épizootiques. 
Une enquête et une analyse comparative de la composition des espèces causant la strongylatose intestinale chez les chevaux de Biélorussie ont révélé que le taux d'infection était de 92,5 %, avec 26 espèces responsables, notamment Strongylus equinus (76,5%), Triodontophorus serratus et T. brevicauda (79,4%), Cyathostomum tetrakanthum (100 %), Cylicocyclus nassatus (100 %), Cylicostephanus longibursatus (94,1 %), Cylicostephanus goldi (91,2%) et Cyathostomum pateratum (100 %). L'infection touche toutes les parties du tractus gastro-intestinal, dont le foie et la glande pancréatique, chez tous les chevaux étudiés.
Les infestations par des Helminthes sont aussi très fréquentes.

## Dans la culture

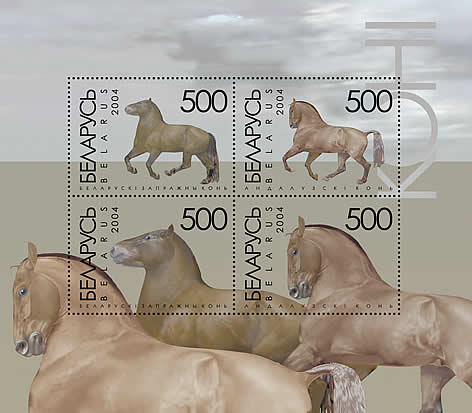
Timbres biélorusses de 2004, à l'effigie de plusieurs races de chevaux.

Le cheval apparaît régulièrement dans les chants mythologiques et les contes populaires populaires des Slaves de l'Est, avec un rôle assumé important,. Dans les croyances populaires biélorusses, la figure du cheval blanc est étroitement associée à une divinité solaire archaïque, que l'écrivaine biélorusse Nina Abramtchik et l'anthropologue française Lucienne A. Roubin rapprochent de l'étalon solaire que Mircea Eliade décrit à l'âge du bronze en Europe du Nord. D'après Abramtchik, qui déclare n'avoir pu citer sa bibliographie devenue inaccessible sous le régime communiste, la tradition populaire biélorusse garde le souvenir du dieu-soleil slave Yarila, qui combat l'hiver (Ziuzia) sur son cheval blanc. Sa victoire permet à la mère de Yarila, déesse du printemps, d'ouvrir la terre montée sur son cheval blanc. Yarila est fêtée à travers des défilés et des chants populaires jusqu'au début du XXe siècle, puis son culte est interdit par l'Église et par le régime soviétique.
Un autre thème très présent dans les contes populaires biélorusse est celui du cheval sauveur et protecteur. L'un de ces contes mentionne un soldat qui échappe à la noyade dans un marécage grâce à l'aide du cheval blanc de Yarila ; une autre raconte comment ce même cheval blanc est venu à l'aide d'une femme pauvre qui s'épuisait au labour. Un cheval descendant de celui du dieu Yarila est reçu en héritage, malade et mourant, par le paysan Dabravid, qui le soigne et remporte grâce à cette monture un important tournoi. Enfin, un conte populaire biélorusse explique que le cheval est devenu le roi des animaux en battant le lion, contraint de quitter la Biélorussie.
L'emblème de Pahonie, datant du XIIIe siècle et qui fut l'emblème du grand-duché de Lituanie, représente un chevalier sur un cheval blanc brandissant une épée sur fond rouge ; symbole de la Biélorussie de 1918 jusqu'à 1995, il a été interdit par le régime de Loukachenko à son arrivée au pouvoir,.